# Embia sjostedti
Embia sjostedti is een insectensoort uit de familie Embiidae, die tot de orde webspinners (Embioptera) behoort. De soort komt voor in Tanzania.
Embia sjostedti is voor het eerst wetenschappelijk beschreven door Silvestri in 1908.